# Zaragoza
 For alternative betydninger, se Zaragoza (flertydig). (Se også artikler, som begynder med Zaragoza)
Zaragoza (tidligere Saragossa, latin: Caesaraugusta) er hovedstad i den autonome spanske region og det tidligere kongerige Aragón og provinsen Zaragoza. Byen har 686.986(2024) indbyggere.
Zaragoza er vokset op hvor floden Ebro samler de to bifloder Huerva og Gállego. Den er et trafikknudepunkt omkring 300 km. fra de fire storbyer Madrid, Barcelona, Valencia og Bilbao. AVE-hurtigtoget fra Barcelona til Madrid går gennem byen.
Zaragoza var vært for verdensudstillingen EXPO 2008, som havde vand og bæredygtighed som gennemgående tema. Betydende virksomheder i byen er General Motors bilfabrik, der fremstiller Opel-modeller, CAF (Construcciones y Auxiliar de Ferrocarriles), der bygger lokomotiver og togsæt. Byen rummer også en flybase og andre militære installationer.
Sammen med det nærliggende vintersportssted Jaca kandiderede Zaragoza til de olympiske vinterlege i 2014.